# كيل لا كيل
كيل لا كيل (باليابانية: キルラキル، بالروماجي: Kiru Ra Kiru) (بالإنجليزية: Kill la Kill)‏ هو مسلسل أنمي ياباني تلفزيوني من إنتاج استوديو تريغر، وإخراج هيرويوكي إيمايشي، هرض الأنمي في
4 أكتوبر عام 2013 واستمر عرضه حتى 28 مارس عام 2014، وتكون 24 حلقة.

## القصة
تدور أحداث القصة عن ريوكو ماتوي، هي تلميذة مدرسة متشردة، أثناء بحثها عن قاتل والدها، الأمر الذي أدى بها إلى صراع عنيف مع ساتسوكي كيريوين، رئيس مجلس الطلاب ذي الإرادة الحديدية في أكاديمية هونوجي، وإمبراطورية الأزياء التابعة لوالدتها.

## الشخصيات

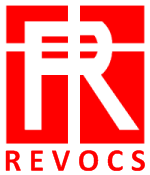
شعار شركة Revocs Corporation من أنمي Kill la Kill

### الشخصيات الرئيسية
ريوكو ماتوي (باليابانية: 纏 流子، بالروماجي: Matoi Ryūko)
مؤدية الصوت: آمي كوشيميزو
ساتسوكي كيريوين (باليابانية: 鬼龍院 皐月، بالروماجي: Kiryūin Satsuki)
مؤدية الصوت: ريوكا يوزوكي
ماكو مانكانشوكو (باليابانية: 満艦飾 マコ، بالروماجي: Mankanshoku Mako)
مؤدية الصوت: أيا سوزاكي
سينكيتسو (باليابانية: 鮮血، بالروماجي: Senketsu)
مؤدية الصوت: توشيهيكو سيكي

### شخصيات ثانوية
أوزو ساناغياما (باليابانية: 猿投山 渦، بالروماجي: Sanageyama Uzu)
مؤدي الصوت: نوبويوكي هياما
هوكا إينوموتا (باليابانية: 犬牟田 宝火، بالروماجي: Inumuta Hōka)
مؤدي الصوت: هيرويوكي يوشينو
إيرا غاماغوري (باليابانية: 蟇郡 苛، بالروماجي: Gamagōri Ira)
مؤدي الصوت: تيتسو إينادا
نونون جاكوزوري (باليابانية: 蛇崩 乃音، بالروماجي: Jakuzure Nonon)
مؤدية الصوت: مايومي شينتاني
بارازو مانكانشوكو (باليابانية: 満艦飾 薔薇蔵، بالروماجي: Mankanshoku Barazō)
مؤدي الصوت: كينيو هوريوتشي
يوكويو مانكانشوكو (باليابانية: 満艦飾 好代، بالروماجي: Mankanshoku Sukuyo)
مؤدية الصوت: يوكاري فكوي
ماتارو مانكانشوكو (باليابانية: 満艦飾 又郎، بالروماجي: Mankanshoku Matarō)
مؤدية الصوت: أيومي فوجيمورا
غوتس (باليابانية: ガッツ، بالروماجي: Gattsu)
مؤدي الصوت: كاتسويوكي كونيشي

## وصلات خارجية
- الموقع الرسمي باللغة الإنجليزية
- Official Adult Swim website
- كيل لا كيل على موقع IMDb (الإنجليزية)
- كيل لا كيل على موقع كينوبويسك (الروسية)
- كيل لا كيل على موقع ميوزك برينز (الإنجليزية)
- كيل لا كيل على موقع قاعدة بيانات الفيلم (الإنجليزية)
- كيل لا كيل على موقع ANN anime (الإنجليزية)